# Svart kajman
Svart kajman eller Morkajman (Melanosuchus niger) är den enda arten i släktet Melanosuchus.
Artepitetet i det vetenskapliga namnet är det latinska ordet niger (svart).

## Utseende
Jämförd med andra kajmaner som lever i samma region är arten störst. Hanar kan bli uppemot 6 meter och väga över 300 kg.

## Utbredning
Arten förekommer i Amazonområdet i norra Brasilien, Bolivia, södra Colombia, östra Ecuador, östra Peru samt i regionen Guyana. Kanske når svart kajman fram till södra Venezuela.

## Ekologi
Liksom hos andra krokodiler äter små individer främst kräftdjur, insekter och spindeldjur. Större exemplar har främst fiskar som föda. De kompletterar föda ibland med små fåglar och mindre däggdjur. Särskild stora svarta kajmaner kan äta bytesdjur som har ett hårt skal som sköldpaddor.
Honor fortplantar sig för första gången när de är 100 till 120 cm långa och 15 till 20 år gamla. I centrala delar av utbredningsområdet läggs äggen under den torra perioden mellan september och december. Honan lägger 28 till 48 ägg per tillfälle och de övertäcks med jord. Äggen är ungefär 9 cm långa och 6 cm breda. Honan bevakar äggen och de nykläckta ungarna.

## Hot
IUCN listade arter under 1980-talet och 1990-talet som sårbar eller starkt hotad. Under samma tid har beståndet återhämtad sig och sedan året 2000 listas Melanosuchus niger som livskraftig (LC).